# Randy Matson
James Randel "Randy" Matson (Kilgore, 5 de março de 1945) é um ex-atleta e campeão olímpico norte-americano do arremesso de peso.
Atleta polivalente desde a infância, estreou em competições aos 12 anos na escola, vencendo as corridas de 50 jardas e 100 jardas, o salto em distância, o salto em altura e ficando em sexto lugar no arremesso de peso. Era também um dos melhores em futebol americano e basquetebol. Ainda na adolescência, foi bicampeão estadual interescolar tanto no peso quanto no lançamento de disco.
Quando entrou na idade universitária passou a cursar a Texas A&M University, especializando-se no arremesso de peso. Foi durante seu primeiro ano ali, como calouro, que foi selecionado para os Jogos Olímpicos de Tóquio 1964, onde conquistou uma medalha de prata na modalidade. De 1965 até 1971, Matson participou de 79 competições e venceu 73 delas. Em dois meses de 1965, quebrou três vezes o recorde mundial da modalidade, elevando-a até 21,52 m. Em 1967, elevou o recorde para 21,71 m e recebeu o James E. Sullivan Award, dado ao melhor atleta amador do ano. No mesmo ano, conquistou a medalha de ouro nos Jogos Pan-americanos de Winnipeg, no Canadá. Na Cidade do México 1968, ele ganhou a medalha de ouro olímpica com um lançamento de 20,54 m, recorde olímpico. Em 1970 foi nomeado Atleta do Ano pela revista especializada Track and Field News.
Matson ainda tentou se qualificar para os Jogos de Munique 1972, mas ficou apenas em quarto lugar na seletiva americana, ficando de fora da equipe de atletismo. Depois disto, deixou a carreira e trabalhou em sua alma mater, a Texas A&M University, dirigindo a Associação de Ex-Alunos até sua aposentadoria em 1999.